# Mont-Saint-Hilaire
Mont-Saint-Hilaire ist eine Stadt im Südwesten der kanadischen Provinz Québec. Sie liegt in der Verwaltungsregion Montérégie, etwa 30 Kilometer östlich von Montreal. Mont-Saint-Hilaire gehört zur regionalen Grafschaftsgemeinde (municipalité régionale du comté) La Vallée-du-Richelieu, hat eine Fläche von 44,19 km² und zählt 18.585 Einwohner (Stand: 2016).

## Geographie
Mont-Saint-Hilaire liegt in der Region Rive-Sud, am rechten Ufer des Rivière Richelieu. Dieser Nebenfluss des Sankt-Lorenz-Stroms bildet zugleich die westliche Stadtgrenze. Herausragendes topographisches Merkmal ist der 414 Meter hohe Mont Saint-Hilaire, der zu den Montérégie-Hügeln gehört. Er ragt fast 400 Meter aus der umliegenden Ebene heraus, bildet eine weitherum sichtbare Landmarke und ist ein Biosphärenreservat der UNESCO. Der Berg weist mehrere Gipfel auf, die um einen zentralen See, den Lac Hertel, gruppiert sind. Mont-Saint-Hilaire ist mit Belœil, McMasterville und Otterburn Park zu einer Agglomeration mit über fünfzigtausend Einwohnern zusammengewachsen.
Nachbargemeinden sind Saint-Charles-sur-Richelieu im Norden, Sainte-Marie-Madeleine im Nordosten, Saint-Jean-Baptiste im Südosten, Saint-Mathias-sur-Richelieu im Süden, Otterburn Park im Südwesten, Belœil im Westen und Saint-Marc-sur-Richelieu im Nordwesten.

## Geschichte
Der Offizier Joseph-Baptiste Hertel de Rouville erhielt 1694 die Seigneurie Rouville zugesprochen, der erste Landwirt ließ sich jedoch erst 1731 nieder. Um 1745 entstand an der Bergflanke ein kleines Dorf, wo der im höher gelegenen Lac Hertel entspringende Bach mehrere Mühlen antrieb. Die meisten Kolonisten bevorzugten jedoch Grundstücke in Flussnähe, so dass die ursprüngliche Siedlung gegen Ende des 19. Jahrhunderts aufgegeben wurde. Die Pfarrei Saint-Hilaire, benannt nach dem Heiligen Hilarius von Poitiers, wurde 1795 gegründet. Im Dezember 1848 nahm die St. Lawrence and Atlantic Railroad (spätere Grand Trunk Railway) die Eisenbahnlinie von Montreal nach Saint-Hyacinthe in Betrieb, das erste Teilstück der Bahnstrecke Montreal–Island Pond. Ein Jahr nach der Auflösung der Seigneurie folgte 1855 die Gründung der Gemeinde Mont-Saint-Hilaire. Diese erhielt 1941 eine direkte Straßenverbindung nach Montreal und 1963 den Stadtstatus. Seit 2000 ist die Stadt Mitglied des Zweckverbandes Communauté métropolitaine de Montréal.

## Bevölkerung
Gemäß der Volkszählung 2011 zählte Mont-Saint-Hilaire 18.200 Einwohner, was einer Bevölkerungsdichte von 410,9 Einw./km² entspricht. 94,0 % der Bevölkerung gaben Französisch als Hauptsprache an, der Anteil des Englischen betrug 3,1 %. Als zweisprachig (Französisch und Englisch) bezeichneten sich 0,7 %, auf andere Sprachen und Mehrfachantworten entfielen 2,2 %. Ausschließlich Französisch sprachen 45,7 %. Im Jahr 2001 waren 90,1 % der Bevölkerung römisch-katholisch, 3,3 % protestantisch und 5,3 % konfessionslos.

## Verkehr
Durch Mont-Saint-Hilaire führt in West-Ost-Richtung die Route 116 von Montreal nach Lévis, eine der wichtigsten überregionalen Hauptstraßen der Provinz. Die Autoroute 40, die Autobahn zwischen diesen beiden Städten, verläuft rund fünf Kilometer weiter nördlich. Diese beiden Verkehrsachsen kreuzt die Route 133 zwischen Sorel-Tracy und Saint-Jean-sur-Richelieu. Mont-Saint-Hilaire ist Endstation einer exo-Vorortseisenbahnlinie nach Montreal. Darüber hinaus verbinden mehrere exo-Buslinien die Stadt mit den umliegenden Gemeinden, Montreal, Longueuil und Saint-Hyacinthe.

## Persönlichkeiten
- Paul-Émile Borduas (1905–1960), Maler
- Albert Clerk-Jeannotte (1881–1945), Sänger und Musikpädagoge
- Laurent Duvernay-Tardif (* 1991), Footballspieler
- Ozias Leduc (1864–1955), Maler